# Dinde aux marrons

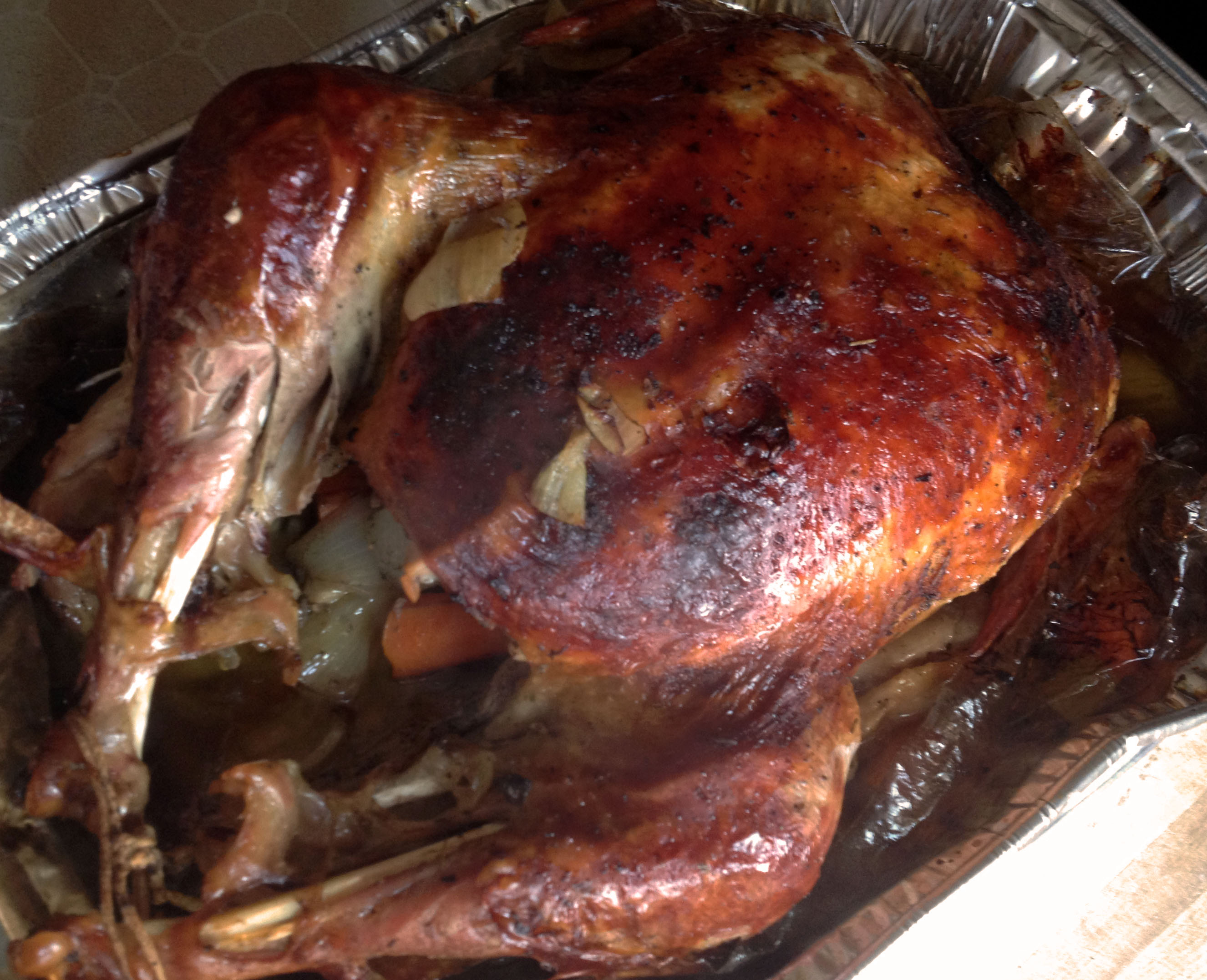
Dinde aux marrons.

La dinde aux marrons est un mets traditionnel du repas de Noël, en France et en Suisse romande ainsi qu'au Royaume-Uni où, souvent, plusieurs farces sont employées en combinaison avec cette farce (telle qu'une farce de sauge et oignon ou de persil, citron et thym).

## Préparation
La dinde aux marrons est une dinde farcie rôtie, accompagnée de châtaignes (« marrons », dans le langage populaire). La farce est faite de poitrine fumée ou de chair à saucisses, assaisonnée d'échalote, de clou de girofle, d'ail et d'oignons. Les châtaignes sont cuites à la vapeur.

## Culture populaire
La dinde aux marrons apparaît régulièrement dans la culture populaire comme symbole du repas de Noël. Ainsi Renaud, dans le couplet consacré au mois de décembre de sa chanson Hexagone, dénonce la trop grande importance que les Français accordent aux fêtes de fin d'année et déclare :

« Moi j'voudrais tous les voir crever, étouffés de dinde aux marrons. »

## Philatélie
La dinde aux marrons apparaît sur le bloc de timbres Seasonal Fayre, émis par Guernesey, à Noël 1992.

## Conserves
La dinde aux marrons est commercialisée sous forme de conserves ou de terrines.